# Blanca Bétera
Blanca Bétera es un cultivar de higuera de tipo higo común Ficus carica, bífera o sea dos cosechas por temporada las brevas de primavera-verano, y los higos de verano-otoño de higos con forma apeonzada algo achatada con piel de color de fondo verde claro con sobre color verde amarillento. Se cultiva principalmente en varias comarcas de Extremadura sobre todo para venta como producto seco, y en la Comunidad Valenciana.

## Sinonimia
- "sin sinónimo".[4][5][6][7]

## Características
La higuera 'Blanca Bétera' es un higo de tamaño medio a grande muy dulce. Muy azucarado y muy delicioso. Es una variedad bífera de tipo higo común, con una baja  producción de brevas y una producción media de higos.
Sus brevas que maduran a partir de la primera decena de junio hasta finales del mismo mes son con forma de peonza ligeramente achatados y tienen color de piel con el color de fondo verde claro, con sobre color verde amarillento, de baja jugosidad aunque con una valoración aceptable para consumo en fresco. Son densos, firmes y flexibles.
Los higos maduran desde la primera semana de julio hasta finales de septiembre. Con un periodo de cosecha largo y media de productividad. Son frutos de tamaño medio, dulces. Con piel elástica y ampliamente utilizados para el secado.

## Cultivo
'Blanca Bétera', es una variedad de higo común, interesante en su cultivo por la precocidad de la maduración tanto de brevas como de higos. Reconocida por su piel fina e intenso dulzor, que se cultiva mayoritariamente en varias comarcas de Extremadura sobre todo para el secado como higo paso.
En un ensayo, establecido en el año 2010 en la Finca La Orden de CICYTEX, se evalúan las producciones y la calidad de diversas variedades de higueras, entre ellas 'Blanca Bétera', con vistas a la mejora de sus rendimientos.